# Scalea
Scalea ist eine Küstengemeinde in der Provinz Cosenza in der Region Kalabrien in Süditalien.  

## Lage und Einwohner
Scalea liegt ca. 95 km nördlich von der Provinzhauptstadt Cosenza an der westlichen Küste von Kalabrien und hat 11.301 Einwohner (Stand 31. Dezember 2023).
Die Nachbargemeinden sind Orsomarso, San Nicola Arcella, Santa Domenica Talao und Santa Maria del Cedro.

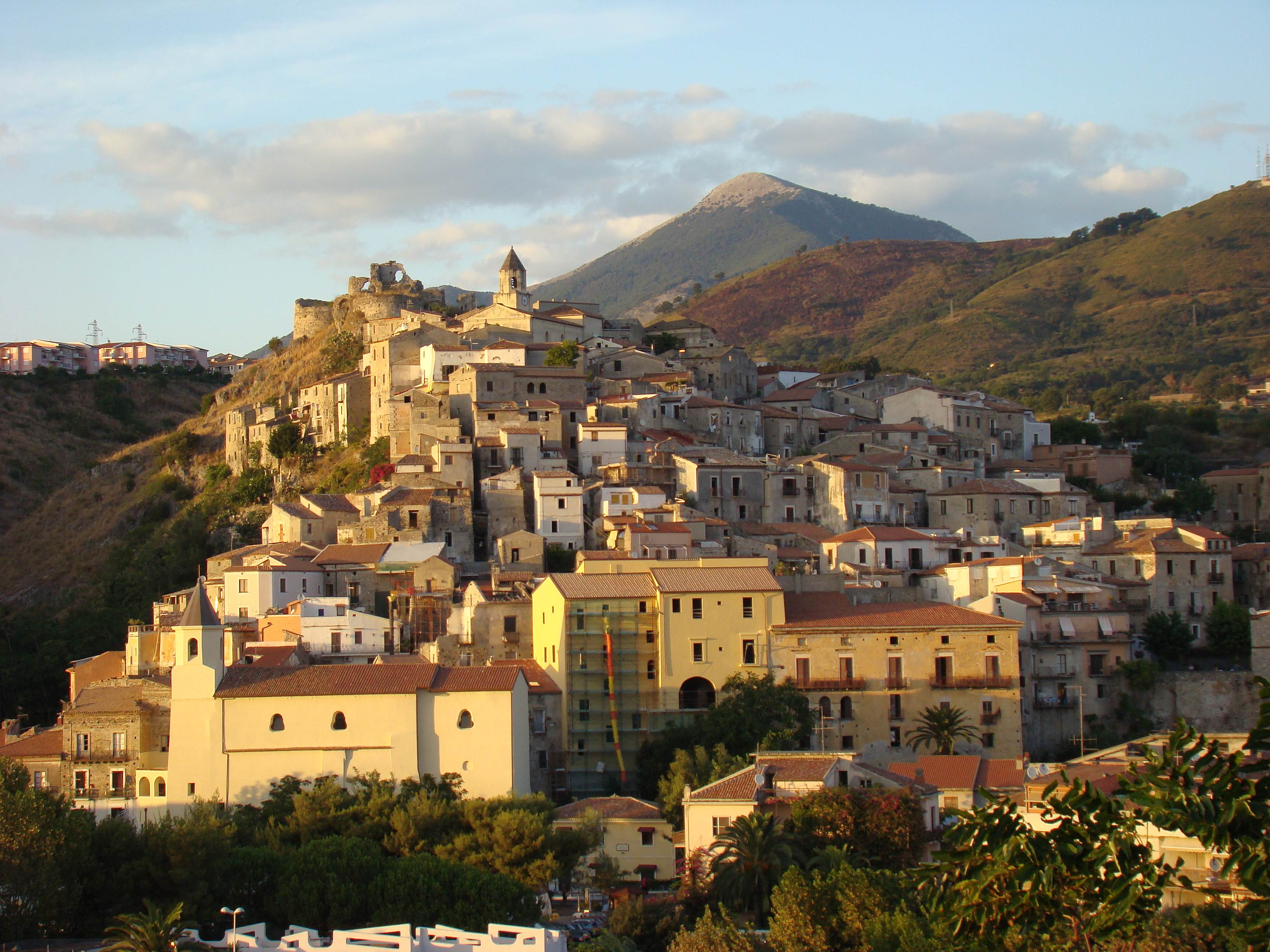
Die historische Altstadt von Scalea

### Bevölkerungsentwicklung
Quelle ISTAT

### Ethnien und Migration
Am 31. Dezember 2019 lebten in Scalea 1.078 nicht-italienische Staatsbürger. Die meisten von ihnen stammen aus folgenden Ländern:
1. Rumänien – 440
2. Pakistan – 110
3. Ukraine – 64
4. Russland – 57
5. Marokko – 55
6. Polen – 50

## Geschichte
Funde und Malereien aus der prähistorischen Zeit belegen die Präsenz von sesshaften Menschen seit dieser Zeit.
Mit dem Bau des Franziskanerklosters durch Pietro Cathin, einen Gefolgsmann von Franz von Assisi, wurde Scalea ein religiöses und kulturelles Zentrum. In langobardischer Zeit war Scalea dem Bistum Policastro zugeordnet, unter den Normannen kam es 1098 zu Cassano all’Ionio, in dessen Rahmen es allerdings in der Neuzeit eine eigene Vikarie bildete. 1979 wurde diese mit San Marco Argentano zur Diözese San Marco Argentano-Scalea vereinigt.
Die weltliche Herrschaft über Scalea war bis ins 16. Jahrhundert in der Hand der Familie Sanseverino, dann ging sie an die Spinelli, beziehungsweise an die Fürsten Lanza di Scalea, über, die allerdings vorwiegend in Sizilien residierten. Einer der bekannten Vertreter der Familie ist der Abgeordnete, Senator und mehrfache Minister Pietro Lanza di Scalea (1863–1938).
Wegen der maritimen Anlegestelle war Scalea im Lauf der Jahrhunderte wiederholt Attacken der Sarazenen und Korsaren ausgesetzt.
Im Zweiten Weltkrieg wurde die Stadt durch Luft- und Wasserangriffe der angloamerikanischen Streitkräfte schwer beschädigt.

## Sehenswürdigkeiten
Umgeben von Meer und Bergen bildet die historische Altstadt mit ihrer langen Treppe (lat. scala, daher auch der Name Scalea) einen gelungenen Gegensatz zum modernen Zentrum am Ufer des Tyrrhenischen Meeres. Der Küstenturm Torre Talao ist das Wahrzeichen der Stadt Scalea.

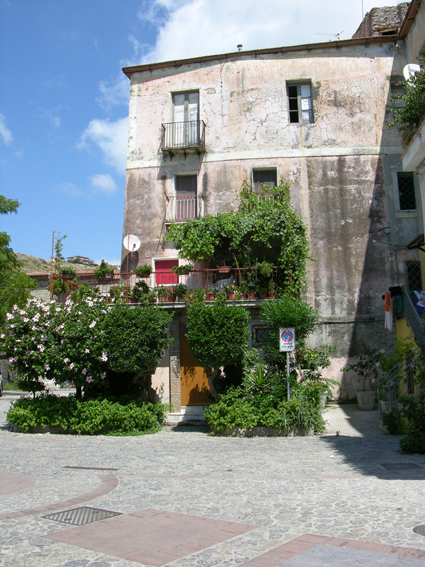
Vor der historischen Altstadt
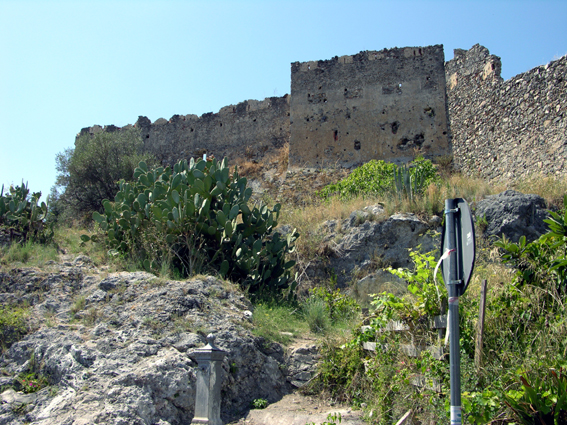
Klosterruine in der historischen Altstadt
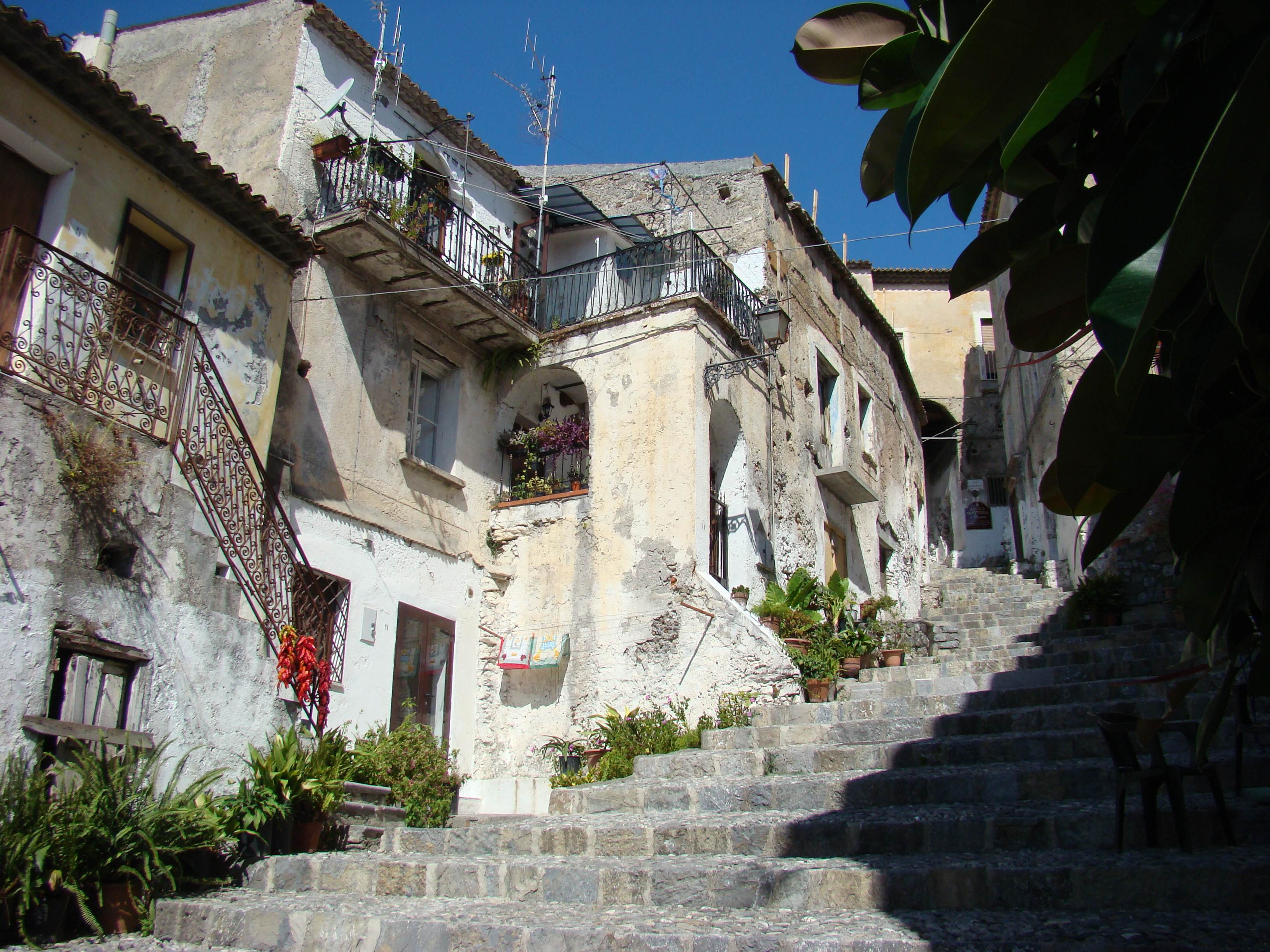
Lange Treppe
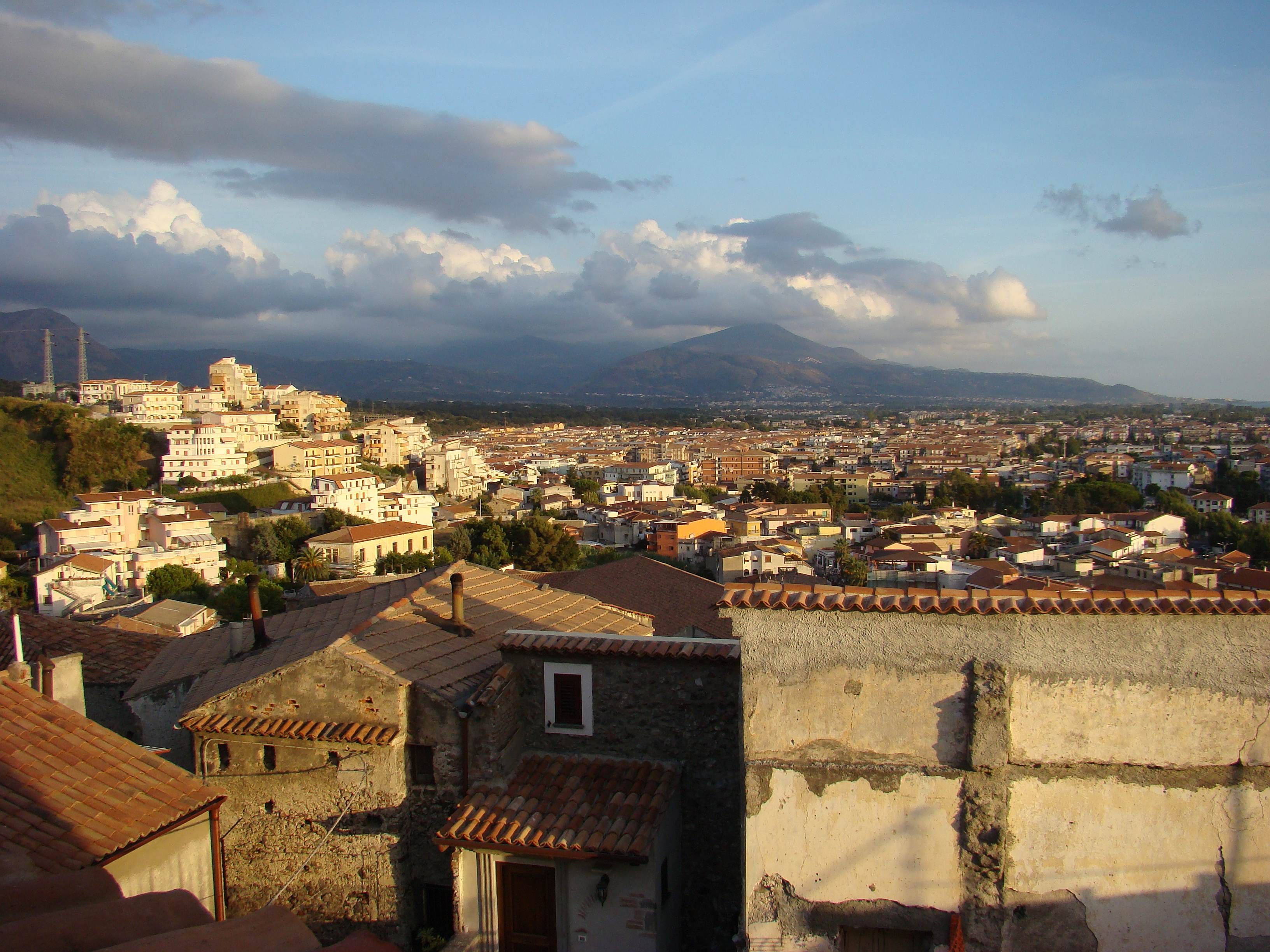
Modernes Zentrum
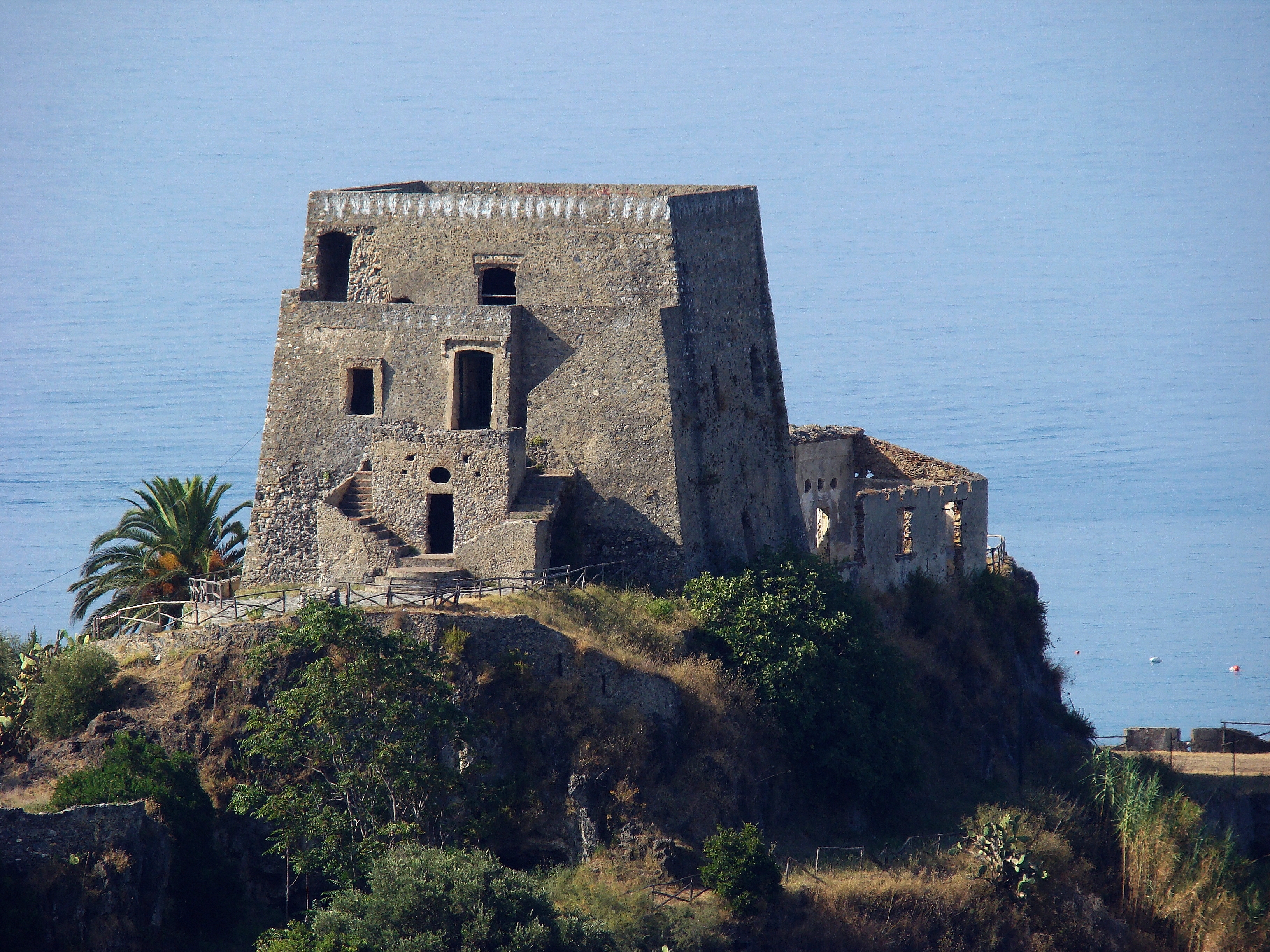
Torre Talao
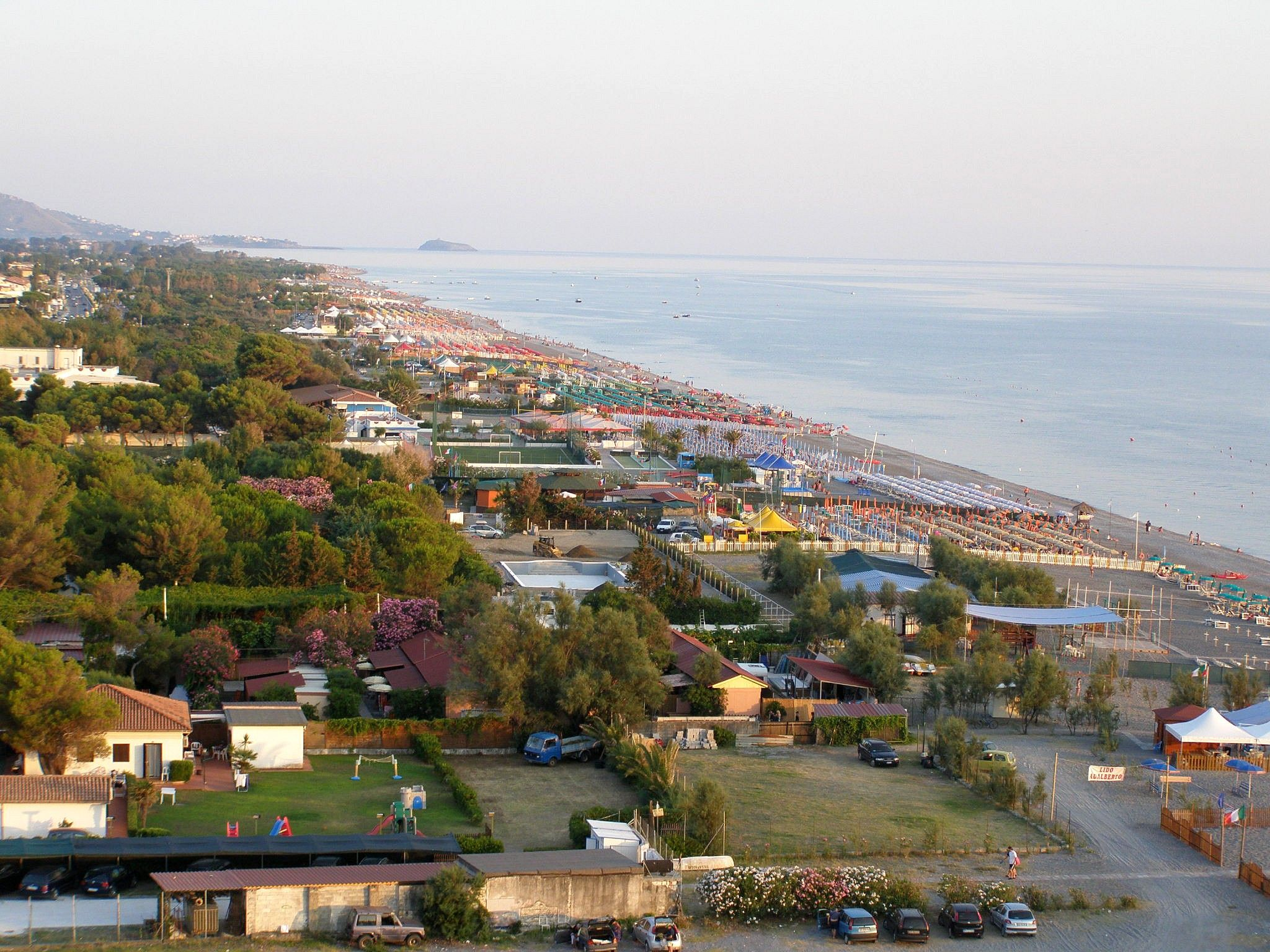
Blick vom Torre Talao zum Strand

## Verkehr
Scalea liegt an der Strada Statale 18 Tirrena Inferiore und an der Bahnstrecke Salerno–Reggio di Calabria. Knapp fünf Kilometer südlich von Scalea befindet sich der Flugplatz Scalea für die Allgemeine Luftfahrt. Der nächstgelegene Verkehrsflughafen ist Lamezia Terme.

## Sport
Im Jahr 2000 wurde hier die dritte Etappe des 83. Giro d’Italia abgeschlossen, gewonnen von Ján Svorada.

## Persönlichkeiten
- Silvio Longobucco (1951–2022), Fußballspieler